# NGC 5012
NGC 5012 é uma galáxia espiral barrada (SBc) localizada na direcção da constelação de Coma Berenices. Possui uma declinação de +22° 54' 53" e uma ascensão recta de 13 horas, 11 minutos e 36,7 segundos.
A galáxia NGC 5012 foi descoberta em 10 de Abril de 1785 por William Herschel.